# Florián Rey
Florián Rey, al secolo Antonio Martínez del Castillo (La Almunia de Doña Godina, 25 gennaio 1894 – Benidorm, 4 novembre 1962), è stato un regista spagnolo.

## Biografia
Abbandona gli studi universitari e inizia come giornalista a Saragozza e poi a Madrid abbandonando il nome anagrafico per quello d'arte di Florián Rey.
Nella capitale si avvicina al mondo cinematografico, nel 1920 la sua prima prova di attore nel film La inaccessible, ma già dopo 4 anni è dietro la macchina da presa per il film La inaccessible. I suoi prima lavori come regista sono adattamenti cinematografici Zarsuela, spettacoli teatrali musicali molto apprezzati dal pubblico.  
Assieme al collega Juan de Orduña fonda nel 1926 la Goya Films continuando a realizzare film di genere musicale ma anche melodrammi. Nel 1927 per il film La hermana San Sulpicio sceglie come protagonista Imperio Argentina, cantante molto apprezzata a teatro ma al suo debutto nel cinema.
Nel 1929 dirige quella che è stata considerata come un capolavoro del cinema spagnolo del periodo: La aldea maldita, la rappresentazione di un villaggio rurale della Castiglia che deve combattere contro la miseria ma anche un dramma familiare.
Con l'arrivo del sonoro il cinema spagnolo deve adeguarsi alla novità e il regista viene chiamato dalla Paramount francese che negli studi di Joinville sta iniziando a doppiare le pellicole destinate al pubblico spagnolo. 
Nel 1933 dirige il suo primo film sonoro Sierra de Ronda, una storia decisamente drammatica e grazie a questo film nasce in lui l'idea di realizzare dei film commerciali con storie magari folcloristiche, ma che abbiano una grande presa nel pubblico. 
Realizza quindi una trilogia di titoli La hermana San Sulpicio, Nobleza baturra e Morena Clara che vedono protagonista Imperio Argentina e descrivono l'emancipazione femminile, molto ben vista dal potere repubblicano e che riescono a competere con le produzioni di Hollywood.
La guerra civile spagnola pone fine ai loro sogni di gloria, tanto che la coppia - sposata dal 1934, si trasferisce in Germania, sembra chiamata appositamente da Adolf Hitler che apprezzava molto l'attrice. Il progetto iniziale su un film ispirato alla vita di Lola Montez viene presto accantonato, ma vengono realizzate due pellicole dal sapore folcloristico nella doppia versione spagnola e tedesca che ottengono un grande successo: Carmen la de Triana e  La canción de Aixa.
Tornato in patria, ormai separato, continua a realizzare pellicole popolari, ma mal si adatta alle esigenze del regime franchista, il suo ultimo lavoro di rilievo è stato La conquistatrice dell'Alhambra del 1950. Continua a lavorare fino al 1957 quando decide di ritirarsi. Muore ormai dimenticato nel 1962.

## Filmografia parziale
- La hermana San Sulpicio, (1927) versione muta
- La aldea maldita (1930)
- La hermana San Sulpicio (1934) versione sonora
- Nobleza baturra (1935)
- Morena Clara (1936)
- La cortigiana di Siviglia (Carmen, la de Triana), (1938)
- Marocco (La canción de Aixa), (1939)
- Clandestino a bordo!, (Polizón a bordo!) (1941)
- Brindis a Manolete, regia di Florian Rey (1948)
- La conquistatrice dell'Alhambra, (Cuentos de la Alhambra) (1950)
- La vendicatrice di Siviglia, (La moza de cántaro) (1954)